# U-558
Unterseeboot 558 foi um submarino alemão do Tipo VIIC, pertencente a Kriegsmarine que atuou durante a Segunda Guerra Mundial.

## Comandantes
| Comandante           | Data                                          |
| -------------------- | --------------------------------------------- |
| Kptlt. Günther Krech | 20 de fevereiro de 1941 - 20 de julho de 1943 |

## Subordinação
Durante o seu tempo de serviço, esteve subordinado às seguintes flotilhas:
| Período                                     | Flotilha                                  |
| ------------------------------------------- | ----------------------------------------- |
| 20 de fevereiro de 1941 - 1 de maio de 1941 | 1. Unterseebootsflottille (treinamento)   |
| 1 de maio de 1941 - 20 de julho de 1943     | 1. Unterseebootsflottille (serviço ativo) |

## Operações conjuntas de ataque
O U-558 participou das seguinte operações de ataque combinado durante a sua carreira:
- Rudeltaktik Bosemüller (28 de agosto de 1941 - 2 de setembro de 1941)
- Rudeltaktik Seewolf (2 de setembro de 1941 - 12 de setembro de 1941)
- Rudeltaktik Delphin (24 de janeiro de 1943 - 14 de fevereiro de 1943)
- Rudeltaktik Rochen (16 de fevereiro de 1943 - 28 de fevereiro de 1943)
- Rudeltaktik Tümmler (1 de março de 1943 - 22 de março de 1943)
- Rudeltaktik Oder (17 de maio de 1943 - 19 de maio de 1943)
- Rudeltaktik Mosel (19 de maio de 1943 - 24 de maio de 1943)
- Rudeltaktik Trutz (1 de junho de 1943 - 16 de junho de 1943)
- Rudeltaktik Trutz 1 (16 de junho de 1943 - 29 de junho de 1943)